# Залесский сельсовет (Минская область)
Залесский сельсовет (белор. Залескі сельсавет) — упразднённая административная единица на территории Воложинского района Минской области Беларуси. Административный центр — деревня Новый Двор. Расстояние до города Минска — 55 км, до города Воложина — 45 км, до города Молодечно — 35 км.

## История
Залесский сельсовет образован в 1963 году, в его состав входило 33 населенных пункта. В 1989 году часть территории сельсовета с 11 населенными пунктами перешла к Раковскому сельсовету.
28 июня 2013 года Залесский сельсовет упразднён. Населённые пункты включены в состав Раковского сельсовета.

## Демография
На территории сельсовета по состоянию на 2011 год имелось 397 домохозяйств и проживало 872 человека, в том числе:
- в возрасте до 16 лет — 122
- трудоспособного возраста — 510
- старше трудоспособного — 240

## Состав
Залесский сельсовет включал 22 населённых пункта:
- Богданово — деревня.
- Будровщина — деревня.
- Волковщина — деревня.
- Гиневичи — деревня.
- Гервели — деревня.
- Залесье — деревня.
- Зверки — деревня.
- Корабли — деревня.
- Карнютки — деревня.
- Костюки — деревня.
- Кречевцы — деревня.
- Крупщина — деревня.
- Лабы — деревня.
- Новый Двор — деревня.
- Огородники — деревня.
- Пугачи — деревня.
- Соловьи — деревня.
- Сосновцы — деревня.
- Стецки — деревня.
- Татары — деревня.
- Татарские — деревня.
- Эпимахи — деревня.

## Производственная сфера
На территории сельсовета ранее размещались два сельскохозяйственных предприятия: колхоз «Большевик» и колхоз «Залесский», которые в августе 1999 года были объединены в одно хозяйство, ныне ОАО «Пугачи».

## Социально-культурная сфера
- ГУО «Пугачевская средняя школа»
- Пугачевский детский сад «Радуга»
- Пугачевский сельский Дом культуры
- Пугачевский фельдшерско-акушерский пункт
- Залесский фельдшерско-акушерский
- Пугачевская сельская библиотека